# ムーステスト

ムーステストは、車の安全性を評価する方法として、突然現れる障害物を回避した際の車の挙動を見るテスト。エルクテストとも呼ばれ、ISO 3888-2で標準化されている。
「ムース」・「エルク」とはヘラジカのことで、路上に突然動物が侵入してきた際に急ハンドルで動物を避ける操作からこの名前が付いた。一般的には路上の障害物を急ハンドルで避けることは推奨されないが、ヘラジカは体重が非常に重く衝突時に致死的なダメージを受けることがあるため、緊急回避せざるを得ないこともある。ムーステストは急ハンドルにより安全に障害物を回避できるかを試験するものである。また対向車があると仮定しており、元のレーンに素早く戻る性能も要求される。
このようなテストは1970年代からスウェーデンで行われていたが、1997年にドイツの自動車雑誌がメルセデス・ベンツ・Aクラスをテストしたところ横転したため非常に有名になった。近年では車の限界時の挙動は電子制御されているので、車の造りに加えて電子制御の性能が結果に大きく影響する。また、車の挙動を見るテストのため絶対的な指標にはならない。テストドライバーにより評価も変わるため、ドライバーの主観やテスト時の映像を見て結果を判断することになる。

## テスト方法
乾燥路面にパイロンを設置してコースを作る。右側通行時に障害物を避ける状況を作り出すように、コースは左・右と車線が変わるようになっている。決められた速度でコースに侵入し、パイロンを倒さないように素早く左・右とハンドルを切ってコースを通過する。車の性能により 70～100km/h 程度の速度でコースに侵入する。

## 1997年式 メルセデス・ベンツ・Aクラス
1997年10月21日に、ドイツの自動車雑誌がメルセデス・ベンツ・Aクラスでムーステストを行ったところ、わずか60km/hの速度だったにもかかわらず横転した。Aクラスは、衝突時の安全性と広い車室を実現するために二重フロア構造を採用した結果、車高が高くなっており、なおかつテスト時は定員5名が乗車した状態だったために重心がさらに上がっていた。
メルセデス社は当初このテスト結果を問題としなかったが、最終的には販売済み全車の回収と3か月間の販売停止を行い、サスペンションセッティングの変更、装着タイヤのワイド化とともに、電子制御(ESP)により車体を安定化させる改良が行われた。この改良によってムーステストの結果は改善され、Aクラスは大ヒットとなった。